# Liste der Kulturgüter im Kanton Jura
Die Liste der Kulturgüter im Kanton Jura bietet eine Übersicht zu Verzeichnissen von Objekten unter Kulturgüterschutz in den 55 Gemeinden des Kantons Jura. Die Verzeichnisse enthalten Kulturgüter von nationaler, regionaler und lokaler Bedeutung.

## Geordnet nach Gemeinden in alphabetischer Reihenfolge
- Alle
- Basse-Allaine
- Basse-Vendline
- Boécourt *
- Boncourt
- Bourrignon
- Bure
- Châtillon
- Clos du Doubs
- Coeuve
- Cornol
- Courchapoix
- Courchavon
- Courgenay
- Courrendlin
- Courroux
- Courtedoux *
- Courtételle
- Damphreux-Lugnez
- Delsberg/Delémont
- Develier
- Ederswiler *
- Fahy
- Fontenais
- Grandfontaine *
- Haute-Ajoie
- Haute-Sorne
- La Baroche
- Lajoux
- Le Bémont
- Le Noirmont
- Les Bois
- Les Breuleux
- Les Enfers *
- Les Genevez
- Mervelier
- Mettembert *
- Montfaucon
- Movelier *
- Muriaux
- Pleigne
- Pruntrut/Porrentruy
- Rossemaison
- Saignelégier
- Saint-Brais
- Saulcy *
- Soubey
- Soyhières
- Val Terbi
- Vendlincourt *

* Diese Gemeinde besitzt keine Objekte der Kategorien A oder B, kann aber (zzt. nicht dokumentierte) C-Objekte besitzen.